# Imprimantă laser

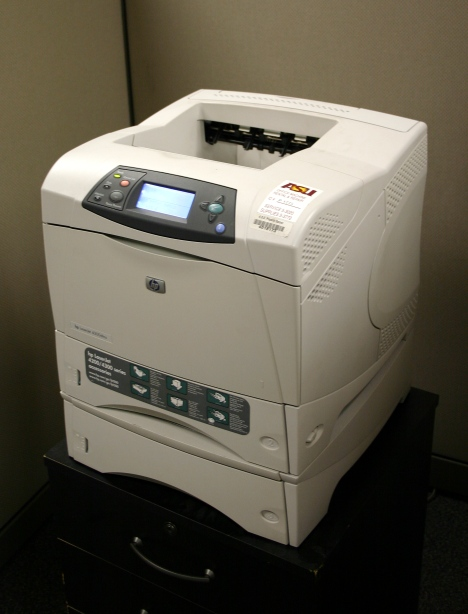
O imprimantă din seria HP LaserJet 4200, montată deasupra alimentatorului de hârtie de mare capacitate

O imprimantă laser este un tip obișnuit de imprimantă care reproduce rapid și la înaltă calitate text și grafică pe hârtie. Precum fotocopiatoarele digitale și imprimantele multifuncționale, imprimantele laser folosesc tehnologia de imprimare xerografică, dar diferă de fotocopiatoarele analogice prin aceea că imaginea este produsă prin scanarea directă cu o rază laser de-a lungul fotoreceptorului imprimantei.

## Funcționare
O sarcină electrică este proiectată pe un tambur ce se rotește datorită unui roller primar de sarcină. Tamburul are o suprafață formată dintr-un plastic special. Dispozitive electronice administrează un sistem care scrie pe tambur cu lumină. Lumina face ca sarcinile electrice să dispară din părțile expuse ale tamburului. Suprafața acestui tambur trece printr-o baie de particule fine din pudră uscată de plastic (tonerul). Părțile încărcate electrostatic de pe tambur atrag aceste particule de pudră, după care tamburul pune pudra pe o hârtie care trece printr-un fel de fuzionator (fuser). Fuserul lipește pudra de plastic de hârtie prin intermediul presiunii și a căldurii.
Toate aceste etape se pot realiza prin mai multe posibilități tehnice. Cea mai interesantă poate fi utilizarea de către unele imprimante așa zise cu laser a unui șir liniar de leduri (diode luminescente) pentru a scrie cu lumină pe tambur. Tonerul este format în general din cerneală în care se poate introduce și plastic sau ceară pentru a face ca particulele să se topească când trec prin fuser. Hârtiile pot fi încărcate sau nu cu sarcină de semn opus. Fuserul poate fi un cuptor cu infraroșu. La unele imprimante mai rapide și mai scumpe, fuserul poate fi o lumină de xenon. La alte imprimante fuserul poate fi și o rolă încălzită.